# Park Kyoung-ho
Pour les articles homonymes, voir Park.
Dans ce nom coréen, le nom de famille, Park, précède le nom personnel.
Park Kyoung-ho, né le 18 juin 1993, est un coureur cycliste sud-coréen.

## Palmarès et résultats

### Palmarès par année
- 2013
  - 2e étape du Kangjin Memorial Tour
- 2019
  - 3e étape du Tour de Chine I
  - 2e du championnat de Corée du Sud de poursuite par équipes
- 2020
  - 2e du championnat de Corée du Sud de l'américaine
- 2021
  - 3e étape du Kangjin Memorial Tour

### Classements mondiaux
| Année         | 2013 | 2014 | 2015 | 2016 | 2017 |
| ------------- | ---- | ---- | ---- | ---- | ---- |
| UCI Asia Tour | 347e | 165e |      |      | 410e |